# Saint-Cyran-du-Jambot
Saint-Cyran-du-Jambot é uma comuna francesa na região administrativa do Centro, no departamento Indre. Estende-se por uma área de 13,87 km². Em 2010 a comuna tinha 348 habitantes (densidade: 25,1 hab./km²).